# Azzedine Lagab
Azzedine Lagab (em árabe: عزّ الدّين لعقب; nascido em 18 de setembro de 1986) é um ciclista olímpico argelino. Lagab representou seu país durante os Jogos Olímpicos de Verão de 2012, em Londres.
Atualmente, compete para a equipe Groupement Sportif des Pétroliers d'Algérie.